# Unidad Política Popular 89
Unidad Política Popular 89 (UPP 89) es un partido político venezolano contrario a la administración de Nicolás Maduro. Fue fundado en 2015 y legalizado por las autoridades electorales venezolanas a finales de ese mismo año. Su líder es Reinaldo Quijada.

## Historia
Unidad Política Popular 89 se fundó en octubre de 2016 bajo el liderazgo de Reinaldo Quijada, también líder del extinto partido y movimiento social Clase Media Revolucionaria. UPP 89 nace como adversa a la administración de Nicolás Maduro y acogió a buena parte de la militancia de la fracción Maestro Prieto Figueroa del Movimiento Electoral del Pueblo, la cual había sido legitimada por las bases para la administración de dicho partido, pero posteriormente fue ilegalizada por el Tribunal Supremo de Justicia el 17 de julio de 2015.
El partido una vez que fue a acreditado, participó desde el 2016 en las elecciones que se han venido realizando,  en las elecciones presidenciales celebradas en el año 2018, postuló a su líder Reinaldo Quijada como candidato presidencial. En ellas, obtuvo el último lugar, al obtener el 0,39% de los votos, de acuerdo con los resultados divulgados por el CNE.
A pesar de que el partido firmó un manifiesto en la que no participarían en las elecciones parlamentarias que se celebraron en diciembre del 2020, posteriormente decidieron participar en ellas. En esta elección, el partido obtuvo el penúltimo lugar, obteniendo el 0,31% de los votos y sin obtener representación parlamentaria.
El partido formó parte de la coalición Alianza Democrática. Sin embargo, en julio de 2021 se separaron de dicha organización esencialmente por los métodos y criterios de selección de candidaturas para las elecciones regionales de 2021 y por la organización interna de la coalición, asegurando que lo que realmente se plantea es un «reparto de cuotas».

## Ideología
La UPP89 se mantienen opuestos a la administración y a las políticas implementadas por Nicolás Maduro. Su misión, es convertirse en una «herramienta de participación ciudadana para el ejercicio de la independencia y soberanía nacional». Asimismo, según su líder Reinaldo Quijada, este partido considera que el proceso chavista se ha ido «pervirtiendo y desvirtuando». Además, Quijada asegura que un partido político debe ser un instrumento de la gente y que «no debe estar colocado por encima de la sociedad y de las comunidades».
Por otra parte, en el marco de la crisis migratoria venezolana, este partido apoya la consolidación de los derechos políticos de los migrantes venezolanos a través de políticas como crear una representación parlamentaria de la diáspora, reconocimiento de su condición como migrante, garantías para un plan de retorno, reconocimiento de derechos para las familias transnacionales y un proyecto que facilite la canalización de remesas y la libertad cambiaria.

## Resultados

### Regionales
| Año  | Votos | % | Gobernadores | +/- | Alcaldías | +/- |
| ---- | ----- | - | ------------ | --- | --------- | --- |
| 2021 |       |   | 0/23         |     | 0/335     |     |